# Красная (Липецкая область)
Кра́сная — деревня Дубовецкого сельского поселения Долгоруковского района Липецкой области.

## География
Деревня Красная находится в западной части Долгоруковского района, в 17 км к западу от села Долгоруково. Располагается на берегах реки Ольшанец.

## История
Красная (Щербачёвка) возникла не позднее 1-й половины XIX века. Название «Щербачёвка» получила от диалектного слова «Щерба, щербина», то есть провал, глубокий яр.
В «Списке населенных мест» Орловской губернии 1866 года, упоминается как «деревня владельческая Красная (Красное, Щербачевка) при колодцах, 38 дворов, 428 жителей».
В 1905 году жители деревни Красная состояли в приходе Преображенской церкви села Вязовое.
В 1926 году в деревне Красное (Щербачевка) отмечается 59 дворов и 346 жителей.
Во время Великой Отечественной войны Красная была временно оккупирована гитлеровцами. 2 декабря 1941 года подразделения 134-й пехотной дивизии вермахта, захватили ряд населённых пунктов северо-западнее райцентра — Вязовое, Красотыновку, Красную, тем самым, оттеснив силы 6-й дивизии Красной армии к Долгоруково. 10 декабря 1941 года, в ходе Елецкой наступательной операции деревня Красная была освобождена.
До 1928 года деревня в составе Богато-Платовской волости Елецкого уезда Орловской губернии. В 1928 году вошла в состав Долгоруковского района Елецкого округа Центрально-Чернозёмной области. После разделения ЦЧО в 1934 году Долгоруковский район вошёл в состав Воронежской, в 1935 — Курской, а в 1939 году — Орловской области. С 6 января 1954 года в составе Долгоруковского района Липецкой области.

## Население
| 2010 |
| ---- |
| 31   |

## Транспорт
Красная связана грунтовыми дорогами с деревнями Весёлая, Красотыновка, Каменка, селом Вязовое.